# WTA Abu Dhabi
Das WTA Abu Dhabi (offiziell: Abu Dhabi WTA Women’s Tennis Open) ist ein Tennisturnier der WTA Tour, das in Abu Dhabi auf Hartplatz ausgetragen wird. 
Spielstätte des Turniers ist das Abu Dhabi International Tennis Centre.

## Siegerliste

### Einzel
| Jahr                   | Siegerin        | Finalgegnerin        | Ergebnis       |
| ---------------------- | --------------- | -------------------- | -------------- |
| ↓ Kategorie: WTA 500 ↓ |                 |                      |                |
| 2021                   | Aryna Sabalenka | Weronika Kudermetowa | 6:2, 6:2       |
| 2023                   | Belinda Bencic  | Ljudmila Samsonowa   | 1:6, 7:68, 6:4 |
| 2024                   | Jelena Rybakina | Darja Kassatkina     | 6:1, 6:4       |
| 2025                   | Belinda Bencic  | Ashlyn Krueger       | 4:6, 6:1, 6:1  |

### Doppel
| Jahr                   | Siegerinnen                       | Finalgegnerinnen                | Ergebnis         |
| ---------------------- | --------------------------------- | ------------------------------- | ---------------- |
| ↓ Kategorie: WTA 500 ↓ |                                   |                                 |                  |
| 2021                   | Shūko Aoyama Ena Shibahara        | Hayley Carter Luisa Stefani     | 7:65, 6:4        |
| 2023                   | Luisa Stefani Zhang Shuai         | Shūko Aoyama Chan Hao-ching     | 3:6, 6:2, [10:8] |
| 2024                   | Sofia Kenin Bethanie Mattek-Sands | Linda Nosková Heather Watson    | 6:4, 7:64        |
| 2025                   | Jeļena Ostapenko Ellen Perez      | Kristina Mladenovic Zhang Shuai | 6:2, 6:1         |